# دافع الضرائب

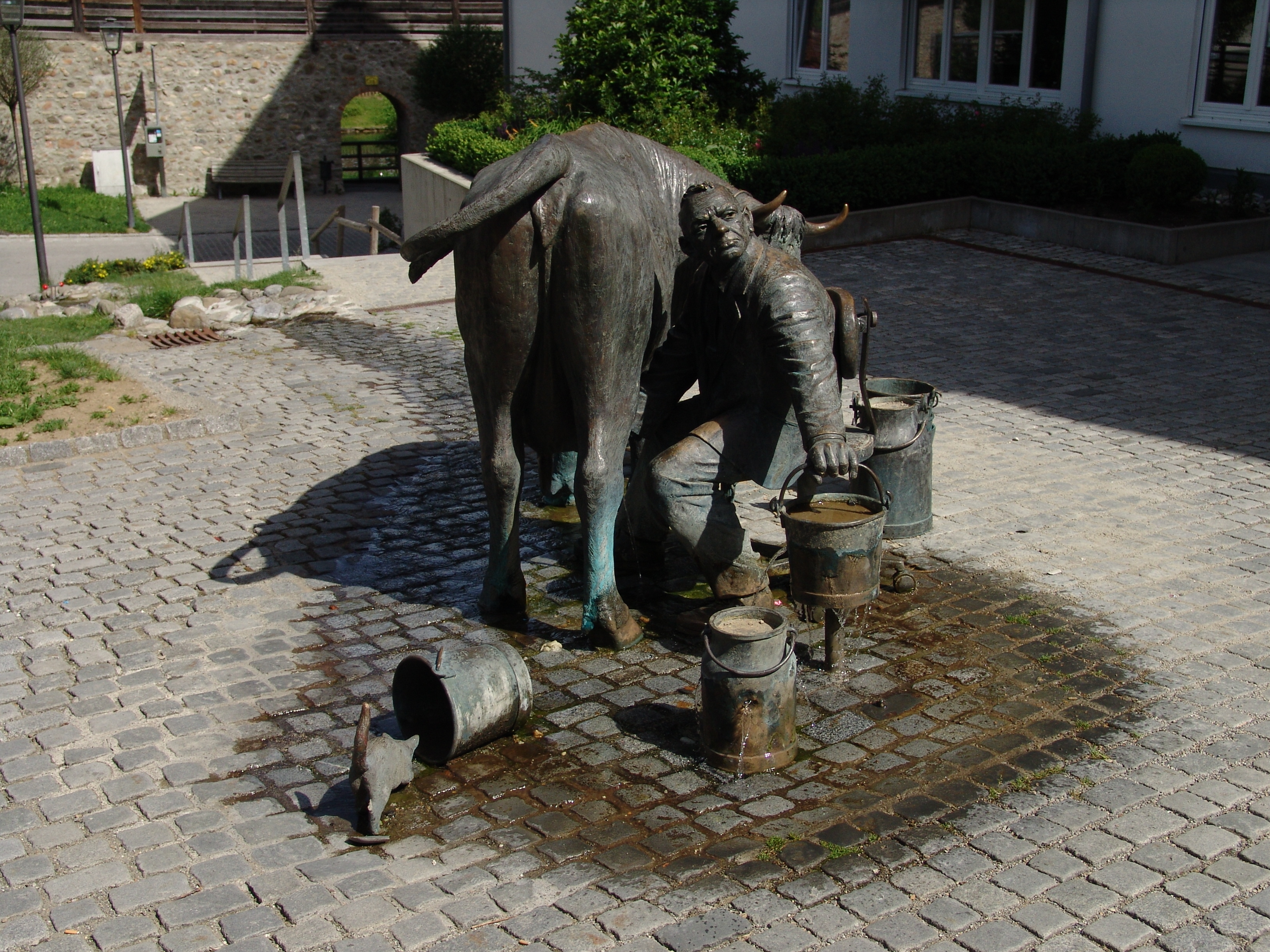
نافورة دافعي الضرائب في إسني

دافع الضرائب هو شخص أو مؤسسة (مثل شركة) تخضع لدفع ضريبة. قد يكون لدافعي الضرائب المعاصرين رقم تعريف أو رقم مرجعي صادر عن الحكومة للمواطنين أو الشركات.
مصطلح «دافع الضرائب» يميز بشكل عام الشخص الذي يدفع الضرائب. دافع الضرائب هو فرد أو كيان ملزم بدفع مدفوعات لوكالات الضرائب البلدية أو الحكومية. يمكن أن توجد الضرائب في شكل ضرائب على الدخل و / أو ضرائب على الممتلكات تُفرض على مالكي العقارات (مثل المنازل والمركبات)، إلى جانب العديد من الأشكال الأخرى. قد يدفع الناس ضرائب عندما يدفعون مقابل سلع وخدمات خاضعة للضريبة. غالبًا ما يشير مصطلح «دافع الضرائب» إلى القوة العاملة في بلد ما والتي تدفع للأنظمة الحكومية والمشاريع من خلال الضرائب. تصبح أموال دافعي الضرائب جزءًا من الأموال العامة، والتي تشمل جميع الأموال التي تنفقها أو تستثمرها الحكومة لتلبية الاحتياجات الفردية أو الجماعية أو لتوليد فوائد مستقبلية. للأغراض الضريبية، تعتبر الكيانات التجارية أيضًا دافعي الضرائب، مما يجعل إيراداتها ونفقاتها خاضعة للضرائب.

## أنواع الضرائب
الضرائب على الدخل
تفرض الحكومة ضرائب الدخل على الإيرادات الشخصية والتجارية وإيرادات الفوائد. بالإضافة إلى ضرائب الدخل، يمكن للحكومة أيضًا أن تفرض على أصحاب العمل طرح ضرائب الرواتب من رواتب عمالهم في كل فترة دفع، ثم مطابقة المبالغ المقتطعة. ضرائب أرباح رأس المال هي تلك الضرائب المدفوعة على أي أرباح يتم تحقيقها من بيع أحد الأصول وعادة ما يتم تطبيقها على معاملات الأسهم والسندات. تفرض الضرائب العقارية على نقل الملكية عند وفاة المالك.
الضرائب على الممتلكات
تُفرض ضريبة الممتلكات، التي تُعرف أحيانًا باسم ضريبة القيمة المضافة، على قيمة العقارات أو الممتلكات الشخصية الأخرى. عادة ما يتم فرض ضرائب الملكية من قبل الحكومات المحلية ويتم تحصيلها على أساس متكرر. غالبًا ما تخضع الضرائب العقارية للتقلبات بناءً على تقدير الولاية القضائية لقيمة العقار بناءً على حالته وموقعه وقيمته السوقية، و / أو التغييرات في المبالغ المخصصة لمختلف المستفيدين من الضريبة.
الضرائب على السلع والخدمات
غالبًا ما تُستخدم ضريبة المبيعات كطريقة تتبعها الولايات والحكومات المحلية لزيادة الإيرادات. يتم تقييم المشتريات التي تتم على مستوى البيع بالتجزئة بنسبة مئوية من سعر مبيعات عنصر معين. تختلف الأسعار بين الولايات القضائية ونوع العنصر الذي تم شراؤه. تعتمد الضرائب الانتقائية على كمية السلعة وليس قيمتها. رسوم المستخدم هي ضرائب يتم تقييمها على مجموعة متنوعة من الخدمات، بما في ذلك تذاكر الطيران والسيارات المستأجرة والطرق ذات الرسوم والمرافق وغرف الفنادق والتراخيص والمعاملات المالية وغيرها الكثير. يتم فرض ما يسمى بضرائب الخطيئة على أشياء مثل السجائر والكحول. تُفرض ضرائب الرفاهية على عناصر معينة، مثل السيارات أو المجوهرات باهظة الثمن.

## أنواع دافعي الضرائب
يمكن تصنيف دافعي الضرائب إلى فئتين رئيسيتين - الأفراد والشركات. الشركة هي كيان قانوني منفصل عن المالكين لأغراض ضريبية. يمكن تقسيم هذه الفئات الرئيسية إلى فئات فرعية مختلفة.
يمكن تصنيف دافعي الضرائب الأفراد على أنهم مواطنون أو أجنبي (الأجنبي هو الشخص الذي يقيم داخل حدود بلد ما وليس من رعايا تلك الدولة). يمكن أيضًا تصنيف المواطن على أنه مواطن مقيم أو مواطن غير مقيم.
يمكن تصنيف الشركات إلى محلية وأجنبية وشراكة. الشركة الأجنبية هي شركة أجنبية مقيمة أو غير مقيمة. الشركة الأجنبية المقيمة هي شركة أجنبية تعمل في التجارة أو الأعمال التجارية في البلاد. الشركة الأجنبية غير المقيمة هي شركة أجنبية لا تعمل في التجارة أو الأعمال التجارية داخل البلد ولكنها تحصل على دخل من مصادر في الدولة. الشراكة هي هيكل أعمال يتم فيه تقسيم الملكية ومسؤولية الإدارة للشركة بين شخصين أو أكثر. الشراكة ليست كيانًا قانونيًا منفصلاً عن المالكين، وبالتالي فإن الشراكة نفسها لا تدفع الضرائب.
يعتمد التصنيف على دولة معينة وقد يختلف.

## أموال دافعي الضرائب
تساعد أموال دافعي الضرائب في دفع ثمن بنود الميزانية الفيدرالية. تُعرف الفجوة بين الإيرادات (الأموال المحصلة عن طريق الضرائب) والإنفاق باسم عجز الميزانية. الأموال التي تقترضها الحكومة الفيدرالية لتغطية عجز الميزانية هو ما يخلق الدين الوطني. تنفق الحكومة الأموال لعدة أسباب: الحد من عدم المساواة (برامج «شبكة الأمان»)، وتوفير السلع العامة (الإطفاء، والشرطة، والدفاع الوطني)، وتوفير الخدمات العامة الهامة مثل التعليم والصحة (سلع الجدارة)، ودفع فوائد الديون، والنقل والإنفاق العسكري. برامج «شبكة الأمان» هي مبادرات تقدم دعما ماليا إضافيا للمسنين والعاطلين عن العمل والمعوقين والفقراء. ومن الأمثلة على ذلك الائتمان الضريبي للدخل المكتسب، والإعفاءات الضريبية للأطفال، والتأمين ضد البطالة، وطوابع الغذاء، والوجبات المدرسية المدعومة، والمساعدة السكنية لذوي الدخل المنخفض، والمساعدة في مجال الطاقة، وأكثر من ذلك. تنفق الحكومة الفيدرالية أموالها بأربع طرق رئيسية: المدفوعات المباشرة والمنح والعقود والتأمين.

## التجنب الضريبي والتهرب الضريبي
قد ينتهك دافع الضرائب القانون بعدم دفع الضرائب. يطلق عليه التهرب الضريبي، وهو ممارسة غير قانونية حيث يتجنب شخص أو منظمة أو شركة عمدا دفع مسؤوليته الضريبية الحقيقية. أولئك الذين يتم ضبطهم وهم يتهربون من دفع الضرائب يخضعون عمومًا لتهم جنائية وعقوبات كبيرة. يعتبر تهربًا ضريبيًا إذا فشل دافع الضرائب عن عمد في الإبلاغ عن الدخل أو عدم الإبلاغ عن الدخل (مدعيًا دخلًا أقل مما تلقيته بالفعل من مصدر معين)، أو قدم معلومات خاطئة إلى مصلحة الضرائب حول الدخل أو النفقات التجارية، أو دفع الضرائب المستحقة عن عمد أو قلل من الضرائب إلى حد كبير (من خلال ذكر مبلغ ضريبي على الإرجاع وهو أقل من المبلغ المستحق للدخل المبلغ عنه). يختلف التجنب الضريبي عن التهرب الضريبي، وهو استخدام الأساليب القانونية لتعديل الوضع المالي للفرد لخفض مبلغ ضريبة الدخل المستحقة.

## روابط خارجية
- القاموس المالي (الضرائب)